# Малый Липовчик
Малый Липовчик — деревня в Воловском районе Липецкой области России. Входит в состав Липовского сельсовета.

## География
Деревня находится в юго-западной части Липецкой области, в лесостепной зоне, в пределах восточных отрогов Среднерусской возвышенности, к северу от ручья Верхний Маловец, на расстоянии примерно 4 километров (по прямой) к востоку от села Волово, административного центра района.
Климат умеренно континентальный с теплым летом и умеренно морозной зимой.
Часовой пояс
Деревня Малый Липовчик, как и вся Липецкая область, находится в часовой зоне МСК (московское время). Смещение применяемого времени относительно UTC составляет +3:00.

## Население
| 2010 | 2012 |
| ---- | ---- |
| 11   | ↘9   |

Гендерный состав
По данным Всероссийской переписи населения 2010 года в гендерной структуре населения мужчины составляли 54,5 %, женщины — соответственно 45,5 %.
Национальный состав
Согласно результатам переписи 2002 года, в национальной структуре населения русские составляли 100 % из 14 человек.

## Улицы
Уличная сеть деревни состоит из одной улицы (ул. Центральная).